# Ånimmen
Ånimmen är en sjö i Melleruds och Åmåls kommuner i Dalsland och ingår i Göta älvs huvudavrinningsområde. Sjön har en area på 15,8 kvadratkilometer och ligger 47 meter över havet.
Sjön är belägen i en lång och smal sprickdal vilket gett den dess avlånga form. Det största djupet är 37 meter. I norra änden finns Strömmens sluss och en kort kanal som ansluter till sjön Ärr. I söder är Ånimmen förbunden med Dalslands kanal genom Snäcke sluss. I sjöns norra del ligger ön Henriksholm.

## Delavrinningsområde
Ånimmen ingår i delavrinningsområde (653408-131061) som SMHI kallar för Utloppet av Ånimmen. Medelhöjden är 63 meter över havet och ytan är 43,61 kvadratkilometer. Räknas de 11 avrinningsområdena uppströms in blir den ackumulerade arean 151,4 kvadratkilometer. Snäcke kanal (Knarrbyån) som avvattnar avrinningsområdet har biflödesordning 3, vilket innebär att vattnet flödar genom totalt 3 vattendrag innan det når havet efter 168 kilometer. Avrinningsområdet består mestadels av skog (39 procent) och jordbruk (16 procent). Avrinningsområdet har 15,8 kvadratkilometer vattenytor vilket ger det en sjöprocent på 36,2 procent.